# Друштво Свети Сава
Друштво Свети Сава је добровољно, невладино и непрофитно удружење у области културе, просвете и хуманитарне делатности. Основано је под именом Друштво Светога Саве 1886. године у Београду са циљем да ради на одржавању и заштити српскога народа у Османском царству, односно у јужној Србији и Босни и Херцеговини.
Под данашњим именом, Друштво је обновљено 1994. године. Оснивач Друштва био је познати српски политичар, универзитетски професор и писац Светомир Николајевић (1844—1922).

## Историјат
По свој прилици краљ Милан Обреновић и Гарашанинова влада дали су подстицај за оснивање Друштва Светога Саве. Оно је настало 1886. године, након српског пораза у рату са Бугарском, на Сливници. То родољубво удружење је у том тешком националном тренутку "окуражило националисте и патриоте да не клону духом, већ да продуже рад свој и претходника". Друштво је основано на скупштини 24. августа 1886. године, са циљем да ради на одржавању и заштити српскога народа у Османском царству. Реферисао је на скупштини Стеван Каћански а до тада је већ приступило Друштву Св. Саве око 300 чланова утемељивача. Професор Велике школе Светомир Николајевић је изабран за председника Главног одбора друштва. Рад друштвени је у својој основи имао најпре просветни карактер, и био усмерен на још не ослобођене српске крајеве. Друштво су основали Светомир Николајевић, Стеван Владислав Каћански, Ђ. Миловановић, Д. Јовановић, Ђуро Козарац, Љубомир Ковачевић, М. Маринковић и протосинђел Фирмилијан. Михаило Богићевић се исто ангажовао око оснивања овог друштва, а био је и његов потпредседник. Друштвена правила је потврдио тадашњи српски министар просвете и црквених послова Милан Кујунџић, 13. јула 1886. године у Београду. Друштво је првенствено требало да заштити наш народ од терора бугарскога егзархата у Старој Србији. Требало је и да пружи подршку Србима у Босни и Херцеговини. Задатак друштва је био да шире просвету и његују националне осећаје у целом српском народу без обзира на веру, тако да су (након Првог светског рата) наступали са девизом: 
Брат је мио, које вере био.
Друштво је у почетку сву пажњу усмерило на Стару Србију и Македонију. Настојало је што хитније да помогне српским школама, црквама, учитељима, свештеницима и ђацима у угроженим крајевима у којима се услед бугарске пропаганде а уз турску подршку нагло смањивао број српских школа и цркви. Друштво је у та подручја почело да шаље велики број књига родољубиве садржине. Снабдевали су цркве и школе, а поред тога слали и новац учитељима и свештеницима. Министар просвете Владан Ђорђевић је 1888. од друштва тражио да направе нацрт плана шире српске акције у тим подручјима.
Друштво Светога Саве се поред тога посветило оснивању просветних установа у Београду на којима су се образовали младићи пореклом из Старе Србије и Македоније или они који би дошли по препоруци српских конзула из тих крајева. Од познатих питомаца Друштва Светога Саве касније су се истакли учитељи Богдан Раденковић и Јован Ћирковић, те четничке војводе Јован Бабунски и Јован Довезенски. Влада Саве Грујића 1890. одлучила је да се национални рад у Старој Србији препусти министарству спољњих послова, односно српским конзулима. Дошло је до неслагања друштва и министарства спољњих послова, а на друштво се жалила и Призренска богословија. Министар спољњих послова је због тога 1891. године укинуо државну помоћ Друштву, а њихове питомце разместио по другим државним школама. Друштво је престало да ради на пољу националне политике у Старој Србији. Рад ће поново обновити тек 1903 године. Постојало је и сродно Друштво Српска браћа, које се помиње у друштвеној "Споменици" 1937. године.

## Активност у Србији
Друштво је основано 1886. године и радило је до 1941. са краћим прекидом током Првог светског рата. Већ на првој редовној скупштини одржаној 25. јануара 1887. године видела се снага и његов полет. Тада је било (након пет месеци деловања) већ формираних 43 пододбора, 1242 члана утемељивача са улогом од 100 динара и 3500 редовних чланова, са чланарином од пет динара. Први пододбори формирани су током првог месеца рада: у Крагујевцу, Ваљеву, Аранђеловцу, Пироту, Нишу, Шапцу, Ужицу и Жагубици. Капитал добијен од чланарине и прилога дат је 1886. године на штедњу  са каматом, у "Београдски кредитни завод".
Окупљало је то родољубиво друштво највиђеније и најумније људе Србије тог времена, господу и даме подједнако. Основали су многе задужбине у Србији и бавили се издавачком делатношћу. Најзначајнија публикација био је часопис "Браство", који је изашао у 32 књиге, почев од 1887. године. Објављено је више књига већ од прве године рада, попут пропагандне књижице "Друштво Светог Саве" и збирке књижевних радова "Братство". На педесетогодишњицу свог рада Друштво Светог Саве је приредило и објавило своју "Споменицу" 1937. године.
Осим што је помагало просветне, културне и друге установе, Друштво се бринуло за сиромашну, обдарену децу и студенте, преко стипендија које су им омогућавале школовање. Друштво је слало бесплатно књиге школама, народним читаоницама и културним установама, као и својим члановима.
Од 1887. до 1912. године, Друштво је имало у Београду основну и продужну школу кроз коју је прошло 20.000 деце из крајева под окупацијом. Прилозима чланова, осим ових делатности, подигнуто је и неколико палата у Београду као и дом Друштва у Душановој улици. Та имовина сада је предмет захтева за реституцију.

## Обнова друштва
Рад Друштва обновљен је 1994. године. Том чину присуствовало је око 80 универзитетских професора, уметника, новинара, представника научних, културних и других јавних институција и делатности, који су једногласно усвојили Статут који је у својим најважнијим деловима био наставак старог и тиме дали подстрек да Друштво настави тамо где је стало 1941. године.
Издавање часописа (промењен је стари назив "Браство") "Братство" обновљено је 1996. године штампањем избора из претходних књига (1887-1941). Од тада до 2010. године изашло је четрнаест бројева часописа.
Друштво сваке године организује трибине за грађанство, као и своје редовне састанке, скупове и прославу славе Светог Саве.
За Савиндан, 27. јануара, организује се традиционални конкурс за ученике основних и средњих школа на слободну тему о Светом Сави. Награђеним ученицима додељују се књиге на поклон. Сваке пете године штампа се Зборник награђених радова на конкурсу.
Органи Друштва су Скупштина, Управни одбор, Председник, Извршни одбор и Надзорни одбор.

## Чланови oснивачи 1886.
- Светомир Николајевић
- Коста Шуменковић
- Стеван Владислав Каћански
- Милан Ђ. Милићевић
- Љубомир Ковачевић
- Панта Срећковић
- Милош Милојевић
- Милојко Веселиновић
- Фирмилијан Дражић

- Чланови Друштва Св. Сава
- Сретен Стојковић
- Пера Ђорђевић
- Архимандрит Фирмилијан
- Милован Маринковић
- Милан Милићевић
- Љубомир Ковачевић
- Коста Шуменковић
- Димитрије Јовановић
- Ђока Миловановић
- Светомир Николајевић
- Стеван Кићански
- Тихомиљ Марковић